# Put On Your White Sombrero
«Put On Your White Sombrero» (en español: «Ponte tu sombrero blanco») es una canción del grupo sueco ABBA , grabada durante las sesiones de la banda para el álbum de 1980 Super Trouper. Aunque fue grabada en Polar Studios en septiembre de 1980, la canción no llegó a ser parte del álbum.

## La canción
Fue escrita por Björn y Benny, y grabada el 9 de agosto de 1980 en los estudios de Polar Music.Frida es la líder vocal de la canción. Llamada primeramente de muchas formas: "Spansk II", "Pig Party On Mallorca" y "Padre". Se suponía que formaría parte de las canciones para el álbum Super Trouper pero nunca fue incluida. Contiene un tono mexicano, y cuenta la historia de una mujer que le dice adiós a un hombre, para cambiarlo por otro mejor.
Actualmente la canción está disponible en la caja recopilatoria Thank You for the Music de 1995 en el CD 4 como la pista 1, en un CD sencillo de 1996 para promocionar esta caja recoplitoria que traía "Put On Your White Sombrero" como pista 14. También en el álbum Forever Gold de 1996 en el CD 3 como la pista 1, en la caja recopilatoria The Complete Studio Recordings en el CD 9 como la pista 6, y en la edición de 1997 de Super Trouper como la pista 12.
El arreglo de "Put On Your White Sombrero" fue reutilizado en la canción "Cassandra", que fue grabada para el siguiente álbum de ABBA en 1982.

## Otras versiones
- La cantante belga Dana Winner grabó una versión en inglés de la canción para su álbum de 1999 Geef Me Je Droom. También grabó la canción en holandés como 'Zwoele zomer'.
- El cantante holandés Benny Neyman también grabó una versión en holandés, llamada "Kind van de wind".